# Dagome Iudex
Dagome Iudex ist ein Regest, also die Zusammenfassung des Inhalts einer älteren Urkunde, das nach seinen Anfangsworten bekannt ist. Das Regest stammt aus dem 11. Jahrhundert und scheint eine Urkunde des späten 10. Jahrhunderts zusammenzufassen, nach der Miesko I. und seine Frau dem Papst eine größere Herrschaft übertragen. Damit könnte es sich um den frühesten Beleg einer polnischen Staatlichkeit handeln. Die genaue Deutung von Dagome Iudex ist allerdings schwierig und umstritten.

## Überlieferung

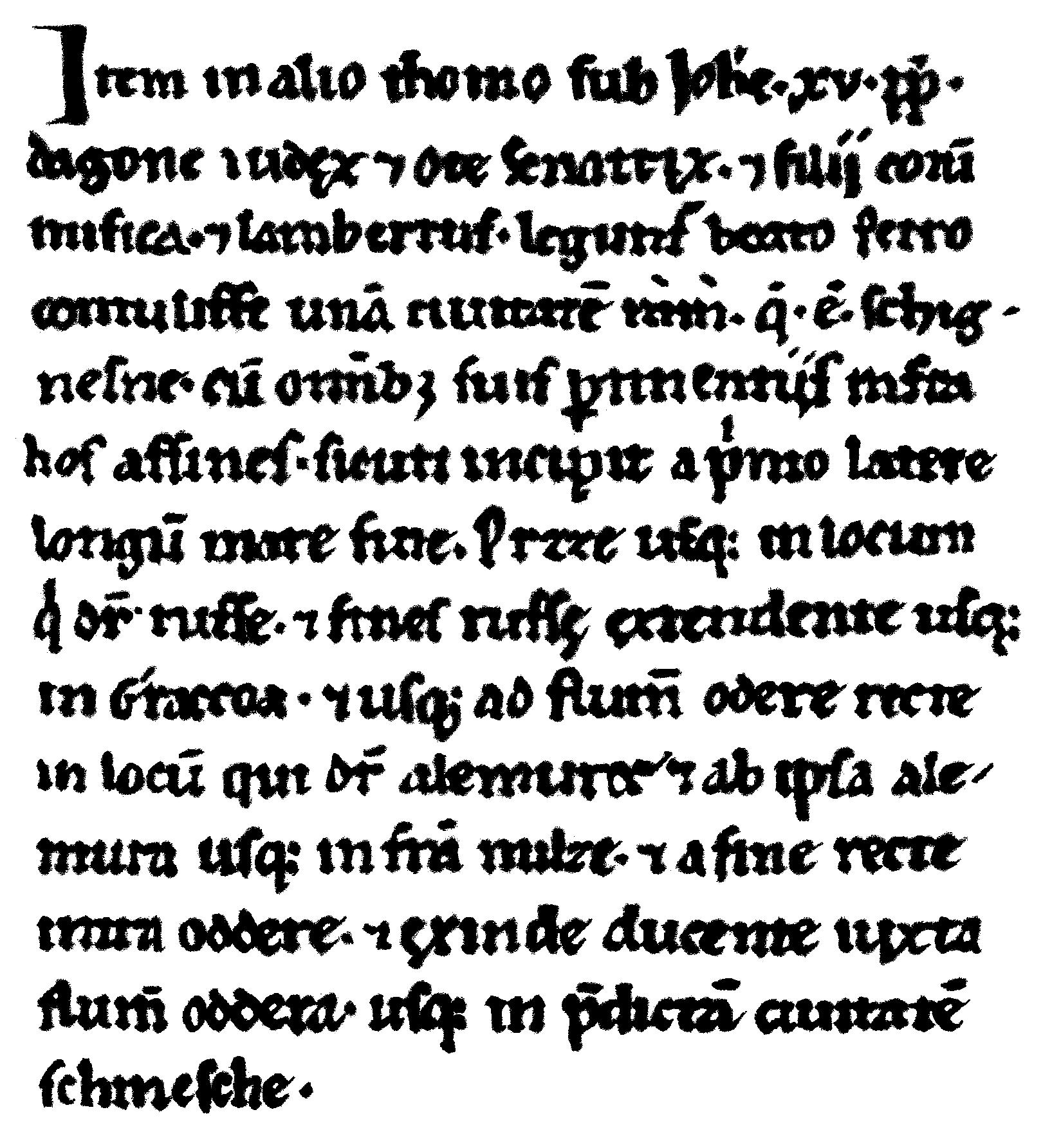
Nachzeichnung von Dagome Iudex in der ältesten Handschrift des Liber polipticus, Cambrai, BM, 445, fol. 121v.

Die Schenkungsurkunde, die in Dagome Iudex zusammengefasst wird, ist heute verloren, aber eine diplomatische Untersuchung zeigt, dass sie bei Anfertigung des Regests noch als auf Papyrus geschriebenes Original vorlag; der Verweis in alio tomo bezeichnet diese Papyrusurkunde, nicht ein Register.
Dagome Iudex ist in sechs mittelalterlichen Handschriften erhalten. Die früheste Überlieferung findet sich in der Collectio canonum des Deusdedit, eine Kanones-Sammlung, die dieser Kardinal im Jahr 1087 in Rom fertiggestellt hat. Die späteren Überlieferungen (Vat. lat. 1984, Liber polipticus, Liber censuum) hängen alle direkt oder indirekt von dieser Quelle ab. Der Wortlaut schwankt in den verschiedenen erhaltenen Abschriften etwas.
Es ist möglich, dass ein Teil des Textes erst durch Interpolation hinzugefügt wurde, insbesondere der Einschub, der sich auf die Sarden bezieht und nur in der Hälfte der Handschriften enthalten ist; in der Forschung ist aber umstritten, wann im Laufe der Überlieferung dies geschah.

## Text und Übersetzung
| Lateinischer Text | Übersetzung ins Deutsche |
| --- | --- |
| Item in alio tomo sub Iohanne XV papa Dagome iudex et Ote senatrix et filii eorum Misicam [sic] et Labertus – nescio cuius gentis homines, puto autem Sardos fuisse, quoniam ipsi a IIII iudicibus reguntur – leguntur beato Petro contulisse unam civitatem in integro, que vocatur Schinesghe, cum omnibus suis pertinentiis infra hos affines: sicuti incipit a primo latere longum mare, fine Bruzze usque in locum, qui dicitur Russe, et fines Russe extendente usque in Craccoa et ab ipsa Craccoa usque ad flumen Oddere recte in locum, qui dicitur Alemure, et ab ipsa Alemura usque in terram Milze, et a fine Milze recte intra Oddere et exinde ducente iuxta flumen Oddera usque in predictam civitatem Schinesghe. | Auch liest man in einer anderen Urkunde aus der Zeit des Papstes Johannes XV., dass der Herr Dagome und die Herrin Ote, ebenso wie ihre Söhne Misico und Lambertus – ich weiß nicht, welchem Stamm diese Leute angehören, glaube aber, dass es sich um Sarden handelt, da jene stets von vier Richtern regiert werden –, dem Heiligen Peter einen ganzen Staat [oder: eine ganze Stadt] namens Schinesghe geschenkt haben, mit allen Ländern, die sich innerhalb seiner Grenzen erstrecken, in Folge zunächst das lange Meer [oder: „längs des Meeres“], (dann) die Grenze Prußens bis zu einem Ort namens Rus, (dann) die Grenzen der Rus bis nach Krakau und von diesem Krakau an den Fluss Oder, (dann) gerade bis zu einem Ort namens Alemure und von diesem Alemura weiter bis zum Land (der) Milzen, und von der Grenze der Milzen gerade zur Oder, von dort folgend entlang des Flusses Oder bis zur besagten Stadt Schinesghe. |

## Interpretation

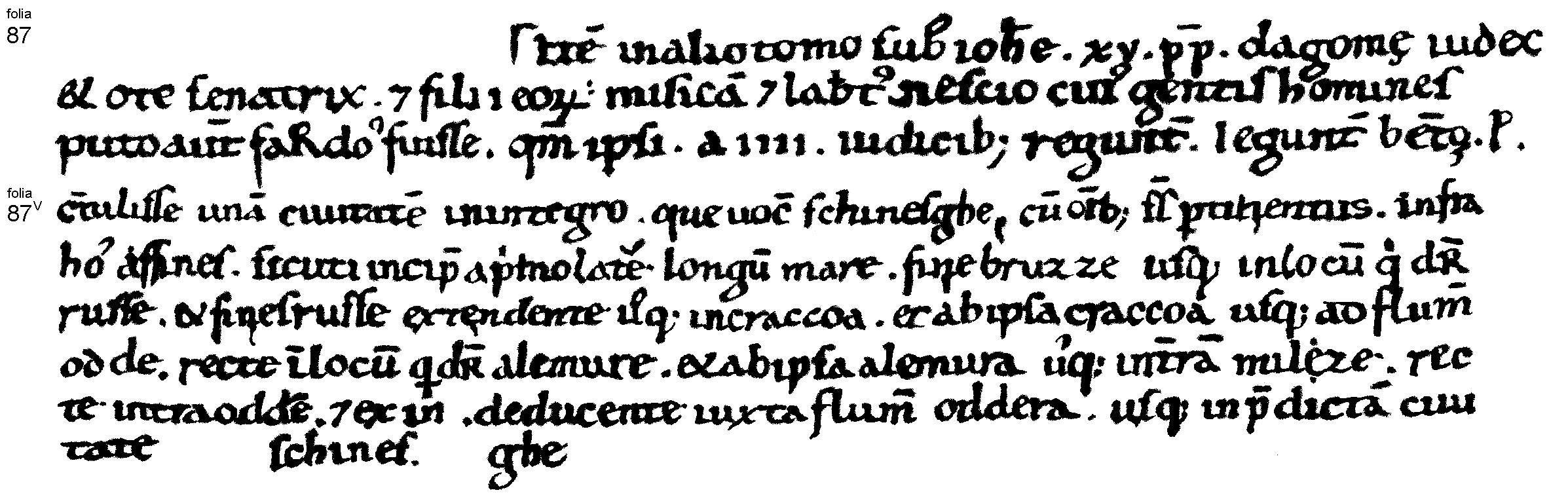
Moderne Nachzeichnung von Dagome Iudex in der Handschrift BAV, Vat. lat. 3833, fol. 87r-87v

Die historische Forschung hat immer wieder versucht, den Inhalt der verlorenen Urkunde, die in diesem Regest zusammengefasst wird, zu rekonstruieren.
Fast immer wird Dagome Iudex als Beleg für einen Schenkungsakt des Polanenherzogs Mieszko I. († 992) und seiner Frau Oda an den Apostolischen Stuhl aus dem Jahr 991 interpretiert, mit dem er die Herrschaft Gniezno (Schinesge) dem direkten Schutz des Papstes unterstellt habe.
Diese Interpretation geht davon aus, dass senatrix Ote mit Oda von Haldensleben zu identifizieren sei und es sich auch deshalb beim iudex (= Richter, Herr) Dagome um ihren Mann Miesko I. handeln müsse. Demnach sei das beschriebene Gebiet das Herrschaftsgebiet des Herzogs der Polanen (bzw. ein Teil davon) mit dem Herrschaftszentrum Gniezno. Miesko I. und Oda hätten so die Thronfolge für ihre (nur in dieser Quelle namentlich erwähnten) minderjährigen Söhne Mieszko und Lambert sichern wollen, gegen die Ansprüche von Bolesław I. Chrobry, Mieszkos Sohn aus seiner ersten Ehe mit Dubrawka, der jedenfalls in Dagome Iudex nicht erwähnt wird. Eine solche Übertragung der Herrschaft und auch die darin erkennbaren Planungen der Nachfolge machen Dagome Iudex zu einer zentralen Quelle für die Frage nach der Staatlichkeit Polens im Hochmittelalter.
Die sonst nirgends belegte Bezeichnung von Herzog Miesko (lat. dux Mesco) als Dagome wird auf unterschiedliche Weisen erklärt: Dagome Iudex könnte eine verderbte Fassung der Formel Ego Mesco dux im verlorenen Original sein, oder iudex statt dux der Titel Mieskos und Dagome ein sonst nicht überlieferter Name des Herzogs gewesen sein. Die zweite Interpretation wird meist mit der Hypothese verbunden, dass Miesko bei seiner Taufe den neuen, christlichen Namen Dagobert erhalten habe, der im Regest etwas verfälscht als Dagome auftauche. Plausiblerweise könnte Dagome dann auch eine bewusste Kombination beider Namen sein (Dago- wie Dagobert und -me wie Mesco). Rein spekulativ ist die in der älteren Forschung gelegentlich vertretene Vorstellung, dass Misko auch Dago oder Dagr geheißen habe und dass dies mit einer wikingischen Herkunft Mieszkos zu tun habe.
Die Identifikation der einzelnen Ortsnamen ist teilweise ebenfalls umstritten. Die civitas Schinesghe wird fast immer mit dem Herrschaftszentrum Gnesen und seiner (weiteren) Umgebung identifiziert. Der Ort Alemure wird meist mit dem mährischen Olmütz oder seiner Umgebung gleichgesetzt.
Die Interpretation, dass Miesko dem heiligen Petrus bzw. der römischen Kirche Länder übertragen habe, gilt aber grundsätzlich als plausibel und hat auch Parallelen in der damaligen Zeit.

## Editionen
- Viktor Wolf von Glanvell: Die Kanonessammlung des Kardinals Deusdedit, Paderborn 1905, S. 359. (Digitalisat)
- Schlesisches Urkundenbuch, Band 1/1: 971–1230, bearbeitet von Heinrich Appelt, Böhlau, Wien 1971, S. 2–3, Nr. 2. doi:10.7767/boehlau.9783205109853.1